# 왕셴쿠이
왕셴쿠이(왕헌괴, 중국어 간체자: 王宪魁, 1952년 7월 ~ )는 중화인민공화국의 정치인이다. 전 헤이룽장성 당위원회 서기이다.

## 생애
허베이성 창현 출신으로 1974년 5월 중국 공산당에 입당했다. 남서교통대학과 중국공산당 중앙당교를 졸업했다. 제17기 중국공산당 중앙후보위원과 제18기 중앙위원으로 선출되었고 간쑤성과 장쑤성 성위원회 부서기와 헤이룽장성 성장을 거쳐 중국공산당 헤리룽장성 성위원회 서기, 헤이룽장성 인민대표대회 상무위원회 주임을 역임했다.